# أليساندرو سيلين
أليساندرو بادوفاني سيلين (بالصينية: 沙恩؛ بالهانغل 셀린؛ مواليد 11 سبتمبر 1989)، هو لاعب كرة قدم برازيلي إيطالي يلعب كمهاجم مع نادي أرزاشينا [الإنجليزية]
 الإيطالي في دوري الدرجة الرابعة.

## المسيرة الكروية

### أتليتيكو مينيرو (الأكاديمية)
بدأ أليساندرو سيلين خطواته في فريق الشباب لنادي أتلتيكو مينيرو عندما كان يبلغ من العمر 14 عامًا.

### جمعية أرابيراكا الرياضية
بدأ سيلين مسيرته الكروية في نادي جمعية أرابيراكا الرياضية. كان قد لعب مع الفريق في عدد من المباريات في بطولة ألاغوانو، وهي دوري كرة قدم في ولاية ألاغواس وكان بطل بطولة ألاغواس في عام 2011. شارك لأول مرة، وكذلك في المباراة الوحيدة، في بطولة الدرجة الثانية البرازيلية في عام 2011.

### غوانغجو
انضم سيلين إلى نادي غوانغجو في الدوري الكوري في 27 يوليو 2011. شارك لأول مرة مع نادي جوانججو إف سي ضد نادي بوسان آي بارك في 25 سبتمبر 2011.

### التجارب مع أندية أخرى
بعد أن لعب مع نادي غوانغجو، ذهب للاختبارات مع أندية مختلفة، بما في ذلك نادي الدوري الإنجليزي الممتاز فولهام ووست هام يونايتد. لكن التجارب لم تكن ناجحة وظل لاعبا حرا.

### جنوب الصين
بعد التجارب في إنجلترا، انتهى به الأمر بالانضمام إلى جنوب الصين. في 29 ديسمبر 2012، أعلن ستيفن لو، رئيس نادي جنوب الصين، أن النادي تعاقد مع سيلين. وشارك في 14 مباراة وسجل 4 أهداف. كان أحد اللاعبين الفائزين في دوري الدرجة الأولى في هونج كونج موسم 2012–13.

### فولين لوتسك
في 18 أكتوبر 2013، انضم سيلين إلى نادي فولين لوتسك في الدوري الأوكراني الممتاز.

### كلنتن
في 20 يناير 2017، وقع عقدًا مع نادي كلنتن (الدوري الماليزي الممتاز) ليحل محل لاعبهم المستورد السابق، أوكيكي أفولابي، الذي أُرسل إلى منزله بعد فشله في اجتياز الاختبار الطبي للنادي بسبب إصابته في الرباط الصليبي الأمامي. في 6 مايو، سجل هدفه الأول بركلة دراجة في فوز 3–2 على باهانج.

## إحصائيات مسيرته في الدوري الماليزي الممتاز
| النادي                       | الموسم                    | دوري السوبر الماليزي | دوري السوبر الماليزي | كأس الاتحاد الماليزي | كأس الاتحاد الماليزي | كأس ماليزيا | كأس ماليزيا | أخرى   | أخرى    | المجموع | المجموع |
| النادي                       | الموسم                    | الظهور               | الأهداف              | الظهور               | الأهداف              | الظهور      | الأهداف     | الظهور | الأهداف | الظهور  | الأهداف |
| ---------------------------- | ------------------------- | -------------------- | -------------------- | -------------------- | -------------------- | ----------- | ----------- | ------ | ------- | ------- | ------- |
| كلنتن (دوري السوبر الماليزي) | دوري السوبر الماليزي 2017 | 13                   | 4                    | 1                    | 0                    | 5           | 0           | –      | –       | 19      | 4       |
| كلنتن (دوري السوبر الماليزي) | مجموع النادي              | 13                   | 4                    | 1                    | 0                    | 5           | 0           | –      | –       | 19      | 4       |
| الإجمالي                     | الإجمالي                  | 13                   | 4                    | 1                    | 0                    | 5           | 0           | –      | –       | 19      | 4       |
| آخر تحديث 28 أكتوبر 2017     |                           |                      |                      |                      |                      |             |             |        |         |         |         |

## الإنجازات
جمعية أرابيراكا الرياضية
- بطولة ألاغوانو: 2011

جنوب الصين
- دوري هونج كونج الدرجة الأولى: 2012–13

## وصلات خارجية
لا توجد روابط لمواقع التواصل الاجتماعي.

- Alessandro Celin على موقع دوري كوريا الجنوبية (الإنجليزية)
- Alessandro Celin على موقع قاعدة بيانات كرة القدم.إي يو (الإنجليزية)
- Alessandro Celin على موقع Soccerway.com (الإنجليزية)
- أليساندرو سيلين  على سكروي